# Лапидус, Альберт Львович
Альбе́рт Льво́вич Лапидус (род. 30 ноября 1933, село Никольско-Архангельское, Московская область) — советский и российский химик, специалист в области органического катализа и его технического применения, член-корреспондент РАН (1997), лауреат премии имени Н. Д. Зелинского (1990), премии имени В. Н. Ипатьева (1997), премии имени А. А. Баландина (2013).

## Биография
Родился 30 ноября 1933 года в селе Никольско-Архангельское Московской области.
В 1957 году окончил МИТХТ, специальность «Химическая технология топлив», в 1963 году — аспирантуру там же.
С 1957 по 1959 годы — начальник смены Московского электролизного завода.
С 1959 по 1963 годы — учеба в аспирантуре МИТХТ и работа там же инженером.
С 1963 года — младший, старший научный сотрудник, заведующий лабораторией Института органической хими имени Н. Д. Зелинского РАН (ИОХ АН СССР).
В 1963 году — защита кандидатской диссертации на специальную тему, МИТХТ.
В 1975 году — защита докторской диссертации, тема: «Синтез и превращения олефиновых и парафиновых углеводородов на катализаторах, содержащих кристаллические и аморфные алюмосиликаты».
В 1982 году — присвоено учёное звание профессор.
С 1996 года — академик Международной академии по экологии, безопасности человека и природы (МАНЭБ).
В 1997 году — избран членом-корреспондентом РАН.
С 1999 года — заведующий кафедрой газохимии в РГУ нефти и газа имени И. М. Губкина.
С 2001 года — академик РАЕН.
Читал лекции в США, ФРГ, Франции, Венгрии, Китае, Дании, Чехословакии, Вьетнаме, Югославии, Финляндии.

### Общественная деятельность
Главный редактор журнала РАН «Химия твердого топлива», член редколлегии журналов «Катализ в промышленности» и «Нефтепереработка и нефтехимия» (с 2003), «Нефтехимия» (с 1992), международного журнала «Горючие сланцы» (2004).
Председатель секции экспертного совета ВАК (с 1996); заместитель председателя научного совета РАН по химии ископаемого твердого топлива (с 1980); член научных советов РАН по нефтехимии (с 1985), катализу (1995) и химии природного газа (с 1985), председатель секции газохимии, углехимии, нефтепереработки и нефтехимии РХО им. Д. И. Менделеева (с 2001).
Автор 600 научных работ, в том числе 4 монографий.
Подготовил 57 кандидатов наук и был научным консультантом 5 докторских диссертаций.

## Награды
- Орден Дружбы (2004)
- Медаль «За доблестный труд. В ознаменование 100-летия со дня рождения В. И. Ленина» (1970)
- Медаль «Ветеран труда» (1984)
- Медаль «За трудовую доблесть» (1986)
- Медаль «В память 850-летия Москвы» (1997)
- Премия Совета Министров СССР в области науки и техники (1983)
- Премия Правительства Российской Федерации в области образования (2007) — за учебно-методический комплект «Цикл дисциплин для гуманитаризации инженерно-технического образования в нефтяных вузах» для образовательных учреждений высшего профессионального образования
- Премия имени Н. Д. Зелинского АН СССР (1990) — за цикл работ «Создание научных основ процессов синтеза практически важных органических соединений на основе окислов углерода»
- Премия имени В. Н. Ипатьева РАН (1997, совместно с А. Ю. Крыловой, С. Д. Пирожковым) — за цикл работ «Разработка высокоэффективных катализаторов для процессов синтеза органических продуктов на основе оксида углерода»
- Премия имени А. А. Баландина (за 2013 год, совместно с Н. Я. Усачёвым, В. А. Третьяковым) — за серию работ «Теоретические основы создания каталитических процессов переработки ненефтяного сырья в углеводородные топлива и продукты для нефтехимии»
- 4 серебряные медали ВДНХ (1978, 1981, 1986, 1989)
- Бронзовая медаль ВДНХ (1968)
- Почетный работник высшего профессионального образования (2004)
- Почетный работник газовой промышленности (2004)
- Почётная грамота Президента Российской Федерации (5 февраля 2024 года) — за заслуги в развитии отечественной науки, многолетнюю плодотворную деятельность и в связи с 300-летием со дня основания Российской академии наук[1]